# Quinton Fortune
Quinton Fortune (Città del Capo, 21 maggio 1977) è un allenatore di calcio ed ex calciatore sudafricano, di ruolo centrocampista, vice allenatore del Guadalajara.

## Carriera

### Club
Fortune ha lasciato il Sud Africa ad undici anni, per trasferirsi in Inghilterra, dove è entrato a far parte della formazione giovanile del Tottenham Hotspur, ma non ha mai debuttato in prima squadra. Dopo alcuni problemi relativi al permesso di lavoro, Fortune si è trasferito in Spagna, all'Atlético Madrid.
Il Manchester United lo ha acquistato il 1º agosto 1999. Ha fatto la sua prima apparizione per il nuovo club il 30 agosto, contro il Newcastle United.
Fortune è stato acquistato, inizialmente, come sostituto di Ryan Giggs, ed è stato quindi impiegato come esterno sinistro di centrocampo. Fortune, comunque, ha sviluppo l'abilità di saper giocare in diversi ruoli. Proprio per questo, ha giocato sia da terzino che da ala, ma Alex Ferguson l'ha utilizzato anche come centrocampista centrale. Al termine del campionato 2005-2006, è stato rilasciato dai Red Devils.
Dopo un provino superato con successo, ha firmato per il Bolton Wanderers per il campionato 2006-2007, club per il quale ha giocato prevalentemente da terzino sinistro. A causa di numerosi infortuni, è sceso in campo raramente e senza impressionare. Al termine del contratto, ha sostenuto provini per Blackburn Rovers e Sunderland, senza riuscire ad essere ingaggiato.
Il 6 ottobre 2008 viene ufficialmente ingaggiato dal Brescia dopo aver sostenuto un breve periodo di prova. Fortune ha scelto il numero 37, "perché volevo che in qualche modo ci fosse il 7 sulla maglia, un numero che ha segnato le tappe fondamentali della mia vita e della mia carriera".
Ha debuttato l'8 novembre, nella sfida persa per uno a zero contro il Piacenza.
Dopo l'esperienza nel Brescia (1 presenza) viene lasciato libero e si accasa nella squadra belga del Tubize. A luglio 2012, annuncia il ritiro e la volontà di diventare allenatore.

### Nazionale
Fortune ha giocato cinquantatré partite per il Sudafrica, partecipando anche al campionato del mondo 1998 e al campionato del mondo 2002.

## Statistiche

### Presenze e reti nei club
| Stagione                 | Squadra                  | Campionato               | Campionato | Campionato | Coppe nazionali | Coppe nazionali | Coppe nazionali | Coppe continentali | Coppe continentali | Coppe continentali | Altre coppe | Altre coppe | Altre coppe | Totale | Totale |
| Stagione                 | Squadra                  | Comp                     | Pres       | Reti       | Comp            | Pres            | Reti            | Comp               | Pres               | Reti               | Comp        | Pres        | Reti        | Pres   | Reti   |
| ------------------------ | ------------------------ | ------------------------ | ---------- | ---------- | --------------- | --------------- | --------------- | ------------------ | ------------------ | ------------------ | ----------- | ----------- | ----------- | ------ | ------ |
| 1995-1996                | Mallorca                 | PD                       | 8          | 0          | CR              | -               | -               | -                  | -                  | -                  | -           | -           | -           | 8      | 0      |
| 1995-1996                | Atlético Madrid          | PD                       | 3          | 0          | CR              | -               | -               | Int+CU             | -                  | -                  | -           | -           | -           | 3      | 0      |
| 1996-1997                | Atlético Madrid          | PD                       | 1          | 0          | CR              | -               | -               | UCL+CU             | -                  | -                  | -           | -           | -           | 1      | 0      |
| 1997-1998                | Atlético Madrid          | PD                       | 0          | 0          | CR              | -               | -               | UCL+CU             | -                  | -                  | -           | -           | -           | 0      | 0      |
| 1998-1999                | Atlético Madrid          | PD                       | 2          | 0          | CR              | -               | -               | CU                 | -                  | -                  | SU          | -           | -           | 2      | 0      |
| Totale Atlético Madrid   | Totale Atlético Madrid   | Totale Atlético Madrid   | 6          | 0          |                 | -               | -               |                    | -                  | -                  |             | -           | -           | 6      | 0      |
| 1999-2000                | Manchester United        | PL                       | 6          | 2          | FACup+CdL       | -               | -               | UCL                | -                  | -                  | -           | -           | -           | 6      | 2      |
| 2000-2001                | Manchester United        | PL                       | 7          | 2          | FACup+CdL       | -               | -               | UCL                | -                  | -                  | -           | -           | -           | 7      | 2      |
| 2001-2002                | Manchester United        | PL                       | 11         | 1          | FACup+CdL       | -               | -               | UCL                | -                  | -                  | CS          | -           | -           | 11     | 1      |
| 2002-2003                | Manchester United        | PL                       | 9          | 0          | FACup+CdL       | -               | -               | UCL                | -                  | -                  | CS          | -           | -           | 9      | 0      |
| 2003-2004                | Manchester United        | PL                       | 23         | 0          | FACup+CdL       | -               | -               | UCL                | -                  | -                  | -           | -           | -           | 23     | 0      |
| 2004-2005                | Manchester United        | PL                       | 17         | 0          | FACup+CdL       | -               | -               | UCL                | -                  | -                  | CS          | -           | -           | 17     | 0      |
| 2005-2006                | Manchester United        | PL                       | 0          | 0          | FACup+CdL       | -               | -               | UCL                | -                  | -                  | CS          | -           | -           | 0      | 0      |
| Totale Manchester United | Totale Manchester United | Totale Manchester United | 73         | 5          |                 | -               | -               |                    | -                  | -                  |             | -           | -           | 73     | 5      |
| 2006-2007                | Bolton                   | PL                       | 6          | 0          | FACup+CdL       | -               | -               | -                  | -                  | -                  | -           | -           | -           | 6      | 0      |
| 2008-2009                | Brescia                  | B                        | 1          | 0          | CI              | -               | -               | -                  | -                  | -                  | -           | -           | -           | 1      | 0      |
| 2008-2009                | Tubize                   | JL                       | 9          | 0          | CB              | -               | -               | UCL                | -                  | -                  | -           | -           | -           | 9      | 0      |
| 2009-2010                | Doncaster                | FLC                      | 6          | 1          | FACup+CdL       | -               | -               | -                  | -                  | -                  | -           | -           | -           | 6      | 1      |
| Totale carriera          | Totale carriera          | Totale carriera          | -          | -          |                 | -               | -               |                    | -                  | -                  |             | -           | -           | -      | -      |

### Cronologia presenze e reti in nazionale
| Cronologia completa delle presenze e delle reti in nazionale ― Sudafrica | Cronologia completa delle presenze e delle reti in nazionale ― Sudafrica | Cronologia completa delle presenze e delle reti in nazionale ― Sudafrica | Cronologia completa delle presenze e delle reti in nazionale ― Sudafrica | Cronologia completa delle presenze e delle reti in nazionale ― Sudafrica | Cronologia completa delle presenze e delle reti in nazionale ― Sudafrica | Cronologia completa delle presenze e delle reti in nazionale ― Sudafrica | Cronologia completa delle presenze e delle reti in nazionale ― Sudafrica |
| Data                                                                     | Città                                                                    | In casa                                                                  | Risultato                                                                | Ospiti                                                                   | Competizione                                                             | Reti                                                                     | Note                                                                     |
| ------------------------------------------------------------------------ | ------------------------------------------------------------------------ | ------------------------------------------------------------------------ | ------------------------------------------------------------------------ | ------------------------------------------------------------------------ | ------------------------------------------------------------------------ | ------------------------------------------------------------------------ | ------------------------------------------------------------------------ |
| 14-9-1996                                                                | Durban                                                                   | Sudafrica                                                                | 1 – 0                                                                    | Kenya                                                                    | 1996 Simba Cup                                                           | -                                                                        | 77’                                                                      |
| 21-9-1996                                                                | Pretoria                                                                 | Sudafrica                                                                | 0 – 0                                                                    | Ghana                                                                    | 1996 Simba Cup                                                           | -                                                                        |                                                                          |
| 16-2-1998                                                                | Bobo-Dioulasso                                                           | Sudafrica                                                                | 4 – 1                                                                    | Namibia                                                                  | Coppa d'Africa 1998 - 1º turno                                           | -                                                                        | 84’                                                                      |
| 22-2-1998                                                                | Ouagadougou                                                              | Marocco                                                                  | 1 – 2                                                                    | Sudafrica                                                                | Coppa d'Africa 1998 - Quarti di finale                                   | -                                                                        | 84’                                                                      |
| 25-2-1998                                                                | Ouagadougou                                                              | RD del Congo                                                             | 1 – 2 dts                                                                | Sudafrica                                                                | Coppa d'Africa 1998 - Semifinale                                         | -                                                                        | 46’                                                                      |
| 28-2-1998                                                                | Ouagadougou                                                              | Sudafrica                                                                | 0 – 2                                                                    | Egitto                                                                   | Coppa d'Africa 1998 - Finale                                             | -                                                                        | 49’                                                                      |
| 20-5-1998                                                                | Johannesburg                                                             | Sudafrica                                                                | 1 – 1                                                                    | Zambia                                                                   | Amichevole                                                               | -                                                                        | 86’                                                                      |
| 25-5-1998                                                                | Buenos Aires                                                             | Argentina                                                                | 2 – 0                                                                    | Sudafrica                                                                | Amichevole                                                               | -                                                                        | 29’                                                                      |
| 6-6-1998                                                                 | Baiersbronn                                                              | Sudafrica                                                                | 1 – 1                                                                    | Islanda                                                                  | Amichevole                                                               | -                                                                        | 65’                                                                      |
| 12-6-1998                                                                | Marsiglia                                                                | Francia                                                                  | 3 – 0                                                                    | Sudafrica                                                                | Mondiali 1998 - 1º turno                                                 | -                                                                        |                                                                          |
| 18-6-1998                                                                | Tolosa                                                                   | Sudafrica                                                                | 1 – 1                                                                    | Danimarca                                                                | Mondiali 1998 - 1º turno                                                 | -                                                                        |                                                                          |
| 24-6-1998                                                                | Bordeaux                                                                 | Sudafrica                                                                | 2 – 2                                                                    | Arabia Saudita                                                           | Mondiali 1998 - 1º turno                                                 | -                                                                        | 38’ 67’                                                                  |
| 3-10-1998                                                                | Johannesburg                                                             | Sudafrica                                                                | 1 – 0                                                                    | Angola                                                                   | Qual. Coppa d'Africa 2000                                                | -                                                                        |                                                                          |
| 16-12-1998                                                               | Johannesburg                                                             | Sudafrica                                                                | 2 – 1                                                                    | Egitto                                                                   | Amichevole                                                               | -                                                                        |                                                                          |
| 23-1-1999                                                                | Curepipe                                                                 | Mauritius                                                                | 1 – 1                                                                    | Sudafrica                                                                | Qual. Coppa d'Africa 2000                                                | -                                                                        |                                                                          |
| 27-2-1999                                                                | Mabopane                                                                 | Sudafrica                                                                | 4 – 1                                                                    | Gabon                                                                    | Qual. Coppa d'Africa 2000                                                | -                                                                        |                                                                          |
| 10-4-1999                                                                | Libreville                                                               | Gabon                                                                    | 1 – 0                                                                    | Sudafrica                                                                | Qual. Coppa d'Africa 2000                                                | -                                                                        |                                                                          |
| 28-4-1999                                                                | Copenaghen                                                               | Danimarca                                                                | 1 – 1                                                                    | Sudafrica                                                                | Amichevole                                                               | -                                                                        | 58’                                                                      |
| 5-6-1999                                                                 | Durban                                                                   | Sudafrica                                                                | 2 – 0                                                                    | Mauritius                                                                | Qual. Coppa d'Africa 2000                                                | -                                                                        | 46’                                                                      |
| 18-9-1999                                                                | Città del Capo                                                           | Sudafrica                                                                | 1 – 0                                                                    | Arabia Saudita                                                           | Coppa Afro-Asiatica                                                      | -                                                                        | 46’                                                                      |
| 23-1-2000                                                                | Kumasi                                                                   | Sudafrica                                                                | 3 – 1                                                                    | Gabon                                                                    | Coppa d'Africa 2000 - 1º turno                                           | -                                                                        | 74’                                                                      |
| 27-1-2000                                                                | Kumasi                                                                   | Sudafrica                                                                | 1 – 0                                                                    | RD del Congo                                                             | Coppa d'Africa 2000 - 1º turno                                           | -                                                                        |                                                                          |
| 2-2-2000                                                                 | Kumasi                                                                   | Sudafrica                                                                | 1 – 1                                                                    | Algeria                                                                  | Coppa d'Africa 2000 - 1º turno                                           | -                                                                        | 46’                                                                      |
| 6-2-2000                                                                 | Kumasi                                                                   | Sudafrica                                                                | 1 – 0                                                                    | Ghana                                                                    | Coppa d'Africa 2000 - Quarti di finale                                   | -                                                                        |                                                                          |
| 10-2-2000                                                                | Lagos                                                                    | Nigeria                                                                  | 2 – 0                                                                    | Sudafrica                                                                | Coppa d'Africa 2000 - Semifinale                                         | -                                                                        | 76’                                                                      |
| 3-6-2000                                                                 | Washington                                                               | Stati Uniti                                                              | 4 – 0                                                                    | Sudafrica                                                                | 2000 US Nike Cup                                                         | -                                                                        |                                                                          |
| 11-6-2000                                                                | East Rutherford                                                          | Irlanda                                                                  | 2 – 1                                                                    | Sudafrica                                                                | 2000 US Nike Cup                                                         | -                                                                        | 76’                                                                      |
| 9-7-2000                                                                 | Harare                                                                   | Zimbabwe                                                                 | 0 – 2                                                                    | Sudafrica                                                                | Qual. Mondiali 2002                                                      | -                                                                        | 27’ 57’                                                                  |
| 7-10-2000                                                                | Johannesburg                                                             | Sudafrica                                                                | 0 – 0                                                                    | Francia                                                                  | Amichevole                                                               | -                                                                        |                                                                          |
| 16-12-2000                                                               | Johannesburg                                                             | Sudafrica                                                                | 2 – 1                                                                    | Liberia                                                                  | Qual. Coppa d'Africa 2002                                                | -                                                                        |                                                                          |
| 25-4-2001                                                                | Perugia                                                                  | Italia                                                                   | 1 – 0                                                                    | Sudafrica                                                                | Amichevole                                                               | -                                                                        | ?’                                                                       |
| 5-5-2001                                                                 | Johannesburg                                                             | Sudafrica                                                                | 2 – 1                                                                    | Zimbabwe                                                                 | Qual. Mondiali 2002                                                      | -                                                                        |                                                                          |
| 1-7-2001                                                                 | Ouagadougou                                                              | Burkina Faso                                                             | 1 – 1                                                                    | Sudafrica                                                                | Qual. Mondiali 2002                                                      | -                                                                        | 79’                                                                      |
| 10-11-2001                                                               | Johannesburg                                                             | Sudafrica                                                                | 1 – 0                                                                    | Egitto                                                                   | Amichevole                                                               | -                                                                        | 61’                                                                      |
| 15-1-2002                                                                | Mahikeng                                                                 | Sudafrica                                                                | 1 – 0                                                                    | Angola                                                                   | Amichevole                                                               | -                                                                        | 61’                                                                      |
| 20-1-2002                                                                | Ségou                                                                    | Burkina Faso                                                             | 0 – 0                                                                    | Sudafrica                                                                | Coppa d'Africa 2002 - 1º turno                                           | -                                                                        | 59’                                                                      |
| 24-1-2002                                                                | Ségou                                                                    | Ghana                                                                    | 0 – 0                                                                    | Sudafrica                                                                | Coppa d'Africa 2002 - 1º turno                                           | -                                                                        | 36’ 60’                                                                  |
| 3-2-2002                                                                 | Kayes                                                                    | Mali                                                                     | 2 – 0                                                                    | Sudafrica                                                                | Coppa d'Africa 2002 - Quarti di finale                                   | -                                                                        | 72’                                                                      |
| 27-3-2002                                                                | Tbilisi                                                                  | Georgia                                                                  | 4 – 1                                                                    | Sudafrica                                                                | Amichevole                                                               | -                                                                        | 46’                                                                      |
| 20-5-2002                                                                | Hong Kong                                                                | Sudafrica                                                                | 2 – 0                                                                    | Scozia                                                                   | HKSAR Reunification Cup                                                  | -                                                                        | 84’                                                                      |
| 23-5-2002                                                                | Hong Kong                                                                | Turchia                                                                  | 0 – 2                                                                    | Sudafrica                                                                | HKSAR Reunification Cup                                                  | -                                                                        | 76’                                                                      |
| 2-6-2002                                                                 | Pusan                                                                    | Paraguay                                                                 | 2 – 2                                                                    | Sudafrica                                                                | Mondiali 2002 - 1º turno                                                 | 1                                                                        |                                                                          |
| 8-6-2002                                                                 | Taegu                                                                    | Sudafrica                                                                | 1 – 0                                                                    | Slovenia                                                                 | Mondiali 2002 - 1º turno                                                 | -                                                                        | 84’                                                                      |
| 12-6-2002                                                                | Daejeon                                                                  | Sudafrica                                                                | 2 – 3                                                                    | Spagna                                                                   | Mondiali 2002 - 1º turno                                                 | -                                                                        | 83’                                                                      |
| 10-10-2004                                                               | Kampala                                                                  | Uganda                                                                   | 0 – 1                                                                    | Sudafrica                                                                | Qual. Mondiali 2006                                                      | -                                                                        |                                                                          |
| 17-11-2004                                                               | Johannesburg                                                             | Sudafrica                                                                | 2 – 1                                                                    | Nigeria                                                                  | Amichevole                                                               | -                                                                        |                                                                          |
| 9-2-2005                                                                 | Durban                                                                   | Sudafrica                                                                | 1 – 1                                                                    | Australia                                                                | Amichevole                                                               | -                                                                        |                                                                          |
| 26-3-2005                                                                | Johannesburg                                                             | Sudafrica                                                                | 2 – 1                                                                    | Uganda                                                                   | Qual. Mondiali 2006                                                      | 1                                                                        |                                                                          |
| Totale                                                                   |                                                                          | Presenze                                                                 | 48                                                                       |                                                                          | Reti                                                                     | 2                                                                        |                                                                          |

## Palmarès

### Club

#### Competizioni nazionali
- Campionato spagnolo: 1

Atletico Madrid: 1995-1996
- Coppa di Spagna: 1

Atletico Madrid: 1995-1996
- Campionato inglese: 3

Manchester United: 1999-2000, 2000-2001, 2002-2003
- Charity Shield: 1

Manchester United: 2003
- Coppa d'Inghilterra: 1

Manchester United: 2003-2004
- Coppa di Lega inglese: 1

Manchester United: 2005-2006

### Competizioni internazionali
- Coppa Intercontinentale: 1

Manchester United: 1999